# Referendum w Islandii w 2010 roku
Referendum w Islandii w sprawie warunków rządowej gwarancji dla długu islandzkiego funduszu gwarantowania depozytów wobec Wielkiej Brytanii i Holandii odbyło się 6 marca 2010. Było to pierwsze referendum od czasu referendum niepodległościowego w 1944.

## Przyczyny referendum
Referendum spowodowane było zawetowaniem przez prezydenta Ólafura Ragnara Grímssona ustawy o spłacie 3,8 mld euro zobowiązań internetowego banku Icesave (należącego do islandzkiego Landsbanki), który stał się niewypłacalny w październiku 2008. W banku tym, ze względu na korzystne oprocentowanie, swoje depozyty trzymało ok. 320 tys. Brytyjczyków oraz Holendrów. Gdy w wyniku światowego kryzysu finansowego bank upadł a sama Islandia pogrążyła się w kryzysie ekonomicznym, zaś wartość depozytów klientom banku zwróciły rządy Wielkiej Brytanii oraz Holandii. Łączna wartość depozytów wynosiła ok. 3,9 mld euro, przy czym dług z nich powstały obciążyłby każdego mieszkańca Islandii na sumę 12 tys. euro. Spłata tego długu miałaby zostać pokryta w większości poprzez wpływy uzyskane ze sprzedaży aktywów upadłego Landsbanki.

## Kampania i sondaże
Za głosowaniem na „tak” opowiedział się minister finansów Steingrímur J. Sigfússon, przekonując, że „W tej smutnej historii nigdy nie będzie szczęśliwego zakończenia”. Liderzy partii opozycyjnych wzywali do głosowania przeciw, aby oczyścić pole dla dalszych negocjacji z MFW oraz rządami Wielkiej Brytanii i Holandii. Natomiast premier Jóhanna Sigurðardóttir nie wzięła udziału w referendum, twierdząc, że głosowanie nad ustawą, której nikt już nie broni, jest „bezprzedmiotowe”.
Sondaże przed referendum wskazywały, że ok. 75% głosujących opowie się za odrzuceniem ustawy.

## Wyniki
Przeciw przyjęciu ustawy ostatecznie opowiedziało się 93,2% biorących udział w referendum; spłatę długu na określonych w ustawie warunkach poparło 1,8% głosujących. Reszta głosów została oddana nieważnie. Mimo odrzucenia planu wyrażonego w ustawie, nadal toczą się rozmowy między rządem Islandii a rządami Wielkiej Brytanii i Holandii w sprawie warunków spłaty zadłużenia.
| Pytanie | Liczba głosów za | Liczba głosów przeciw | Liczba głosów ważnych | Liczba głosów nieważnych | % głosów za | % głosów przeciw | % głosów ważnych | % głosów nieważnych |
| --- | ---------------- | --------------------- | --------------------- | ------------------------ | ----------- | ---------------- | ---------------- | ------------------- |
| Czy jest pan/pani za spłaceniem przez rząd Islandii brytyjskim i holenderskim klientom zadłużenia islandzkiego banku Landsbanki, upadłego w czasie kryzysu finansowego? | 2 599            | 134 397               | 136 996               | 7 235                    | 1,8%        | 93,2%            | 95%              | 5%                  |